# Nkong-Nkeni
Nkong-Nkeni est un village de la région du Centre du Cameroun. Localisé dans l'arrondissement (commune) de Bondjock, département du Nyong-et-Kéllé. Nkong-Nkeni est situé à une cinquantaine de kilomètres de Yaoundé.

## Population et société
Nkong-Nkeni comptait 134 habitants lors du recensement de 2005. Nkong-Nkeni dispose d'un centre de santé intégré.